# Bill Müller
Bill Müller (* 17. Mai 1840 in Köslin; † 6. Juli 1930 in Feldberg) war ein deutscher Kapitän und Politiker.

## Leben
Müller war Kapitän. Nach seiner Berufstätigkeit wohnte er in Feldberg. 1919 wurde er der älteste Abgeordnete der Verfassunggebenden Versammlung für Mecklenburg-Strelitz. Als ältester Abgeordneter leitete er in der konstituierenden Sitzung die Wahl des Vorsitzenden. 